# 劉景韶
劉景韶（1903年—1987年），字琴子，江蘇鹽城人，中國梅庵派古琴演奏家。

## 生平
劉景韶祖籍江蘇昆山，光緒二十八年（1903年）出生於江蘇鹽城建湖。自幼學習音樂，少年時師從楊心權學習崇明派琵琶。1921年進入南通師範學校，師從徐立孫學習古琴。1925年進入國立東南大學，1931年自該校（改名國立中央大學）教育行政學院畢業。後曾在江蘇省教育廳任職，1932年定居鎮江。與廣陵派琴人劉少椿交流甚多，音樂風格也受其影響。
1956年受上海音樂學院校長贺绿汀之聘前往該校教授古琴，曾教導過龔一、李禹賢、成公亮、林友仁和劉赤城等人，採用傳統的「對彈」法教學。1976年退休之後回到鎮江，現在其舊居是鎮江市文物保護單位。他在1986年於鎮江成立夢溪琴社。
其子劉善教同為梅庵派琴家，夢溪琴社社長。

## 風格
劉景韶的琴風和傳統梅庵派有明顯的不同，劉景韶本人視為發展，但徐立孫覺得可惜。

## 作品
- 《劉景韶古琴曲集》（2008）